# Мохи
Мохи (Bryophyta) — це вищі безсудинні спорові рослини. У життєвому циклі фаза гаметофіту переважає над спорофітом. Переважно багаторічні рослини, що характеризуються життєвими формами (дернинки, килими, подушки, віяла, плетиво). Відомо понад 24 тис. видів на всій Земній кулі. Переважно наземні, рідше водяні рослини.
Наука, що вивчає мохи, називається бріологією.

## Будова та загальні характеристики
Окрім статевого розмноження гаметофіт мохоподібних виконує функції живлення, водопостачання та фотосинтезу. У різних груп він має, відповідно, різну будову.
Гаметофіт моху являє собою більш-менш вертикальне несправжнє стебельце (каулідій) з дрібними несправжніми листками-філоїдами без справжніх коренів, або слань (талом) з ризоїдами. Провідна система мохоподібних проста, трахеїди та судини відсутні. На гаплоїдному гаметофіті розвиваються чоловічі (антеридії) та жіночі (архегонії) статеві органи. Диплоїдний спорофіт (спорогон) дуже редукований, найчастіше паразитує на гаметофіті. Він побудований зі спороносної коробочки та ніжки з гаусторієм, яким присмоктується до гаметофіта. Будова спорогону, як і будова гаметофіта, має систематичне значення при визначенні мохів. У коробочці (утворюється після запліднення на жіночому гаметофіті) після редукційного поділу утворюються спори.
З одноклітинної спори розвивається тільки статеве покоління, або гаметофіт. Зі спори проростає первинна нитка — протонема, на якій закладається одна або декілька бруньок. Вторинна протонема розвивається у результаті регенерації клітин гаметофіта або спорофіту.
Органи статевого розмноження на рослині розташовуються групами. Зазвичай групи гаметангіїв додатково захищені листоподібними утворами. Вони можуть знаходитись на спеціальних підставках, або бути зануреними у талом. Антеридії, наприклад, можуть розташовуватись разом зі стерильними нитками-парафізами, що запобігають їх злипанню.
Антеридії мають вигляд видовжених або округлих мішечків з одношаровою оболонкою на ніжці. Всередині антеридію утворюються дводжгутикові сперматозоїди.
Архегоній мохоподібних у типовому випадку має пляшкоподібну, або колбоподібну форму зі звуженою шийкою та розширеним черевцем, де розташовується крупна яйцеклітина. У каналі шийки над яйцеклітиною знаходиться черевна канальцева та декілька шийкових канальцевих клітин. При дозріванні архегонія канальцеві, шийкові та черевна клітини ослизають та на їх місці утворюється вузький канал, яким сперматозоїди потрапляють до яйцеклітини.
Спорофіт (спорогон) складається з одного спорангію (коробочки), який розташований на тонкій ніжці. У нижній частині ніжка переходить у так звану стопу, за допомогою якої спорофіт з'єднується з гаметофітом. Коробочку зазвичай закриває верхня, видозмінена частина архегонія — ковпачок (каліптра). У деяких мохоподібних спорофіти можуть бути цілком занурені у тіло гаметофіта, в інших — підіймаються на особливих виростах пластинчатого талому, у деяких мають форму стручка.

## Розмноження та цикли розвитку
Мохи мають вегетативний, нестатевий та статевий способи розмноження. Оскільки у життєвому циклі чергуються гаплоїдний гаметофіт та диплоїдний спорофіт, а мейоз відбувається при поділі спор, для мохоподібних характерний гаплодиплофазний життєвий цикл зі споричною редукцією.

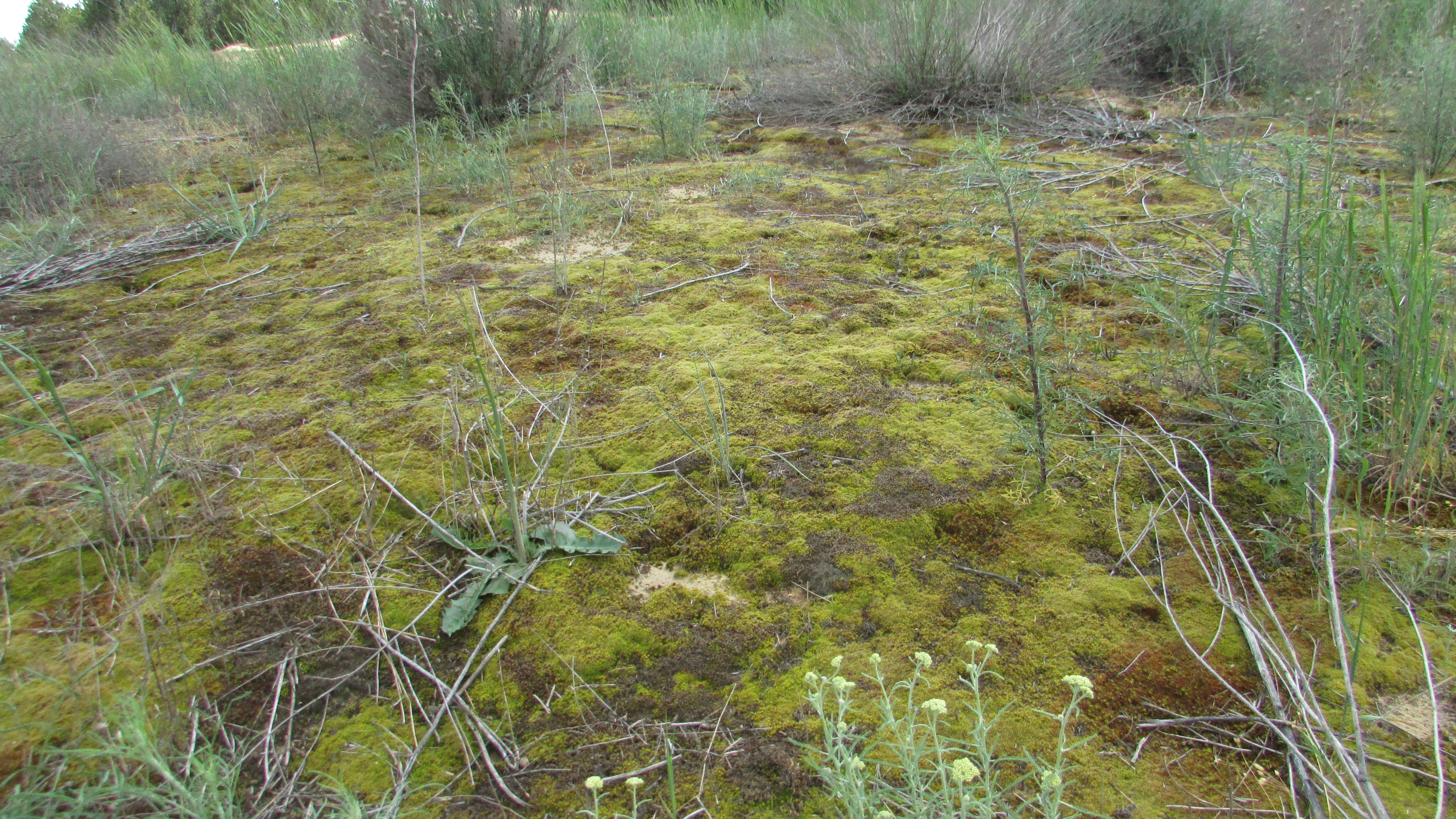
Навіть у півпустелі мохи знаходять вологі місця і вкривають піски суцільним килимком. Національний природний парк "Олешківські піски", травень 2021 року

Вегетативне розмноження забезпечується відривом частини талому і подальшим її проростанням протонемою у новий гаметофіт. У видів роду маршанції (Marchanta), наприклад, спостерігається утворення на пластинці талому спеціальних виводкових кошиків із так званими виводковими бруньками, що змиваються водою на субстрат і там проростають.
Нестатеве розмноження забезпечується спорами. Статеве розмноження забезпечується чоловічими та жіночими статевими органами (гаметофітом).
Спора, потрапивши у вологе середовище, проростає і формує протонему. На стадії проростання протонему можна сплутати із зеленими нитчатими водоростями. З цієї нитки згодом розвивається талом рослини (гаметофіт). Органи статевого розмноження — архегонії (жіночі) й антеридії (чоловічі) утворюються на дорослому гаметофіті, зазвичай на верхівці. Часто жіночі і чоловічі органи дводомно формуються на окремих рослинах, проте є і однодомні рослини. Для забезпечення запліднення обов'язково потрібна вода, оскільки сперматозоїди рухливі, вони тільки у рідкому середовищі можуть проникнути в архегоній.

## Класифікація мохів
Перші спроби класифікації мохів базувались на відмінностях у будові талому. Так виділились групи антоцеротових мохів (клас Anthocerotopsida), печіночників (клас Marchantiopsida) та листкостеблових мохів (клас Bryopsida).
На сьогодні, за різними даними, вчені виділяють від 3-х до 8-класів у складі відділу Мохоподібних (Bryophyta).

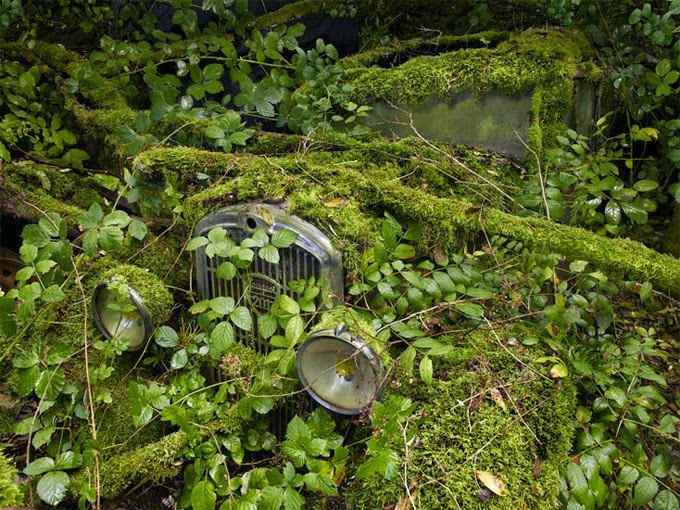
На цьому фото зображено зруйноване авто під дією води та мохів.

До складу надвідділ (Superdivisio) Bryobionta (Мохоподібні) України входять три відділи:
- відділ Anthocerotophyta з одним класом — Anthocerotopsida, одним порядком — Anthocerotales, однією родиною — Anthocerotaceae, 2 родами та 4 видами;
- відділ Marchantiophyta з двома класами — Marchantiopsida та Jungermanniopsida, які включають 10 порядків, 32 родини, 61 рід зі 188 видами;
- відділ Bryophyta з 5 класами — Sphagnopsida, Andreaeopsida, Polytrichopsida, Tetraphidopsida, Bryopsida, які включають 18 порядків, 50 родин, 190 родів із 640 видами.

## Поширення мохів
Мохи поширені майже повсюди, від тропіків і до полярних областей, але нерівномірно. У тропічних регіонах — переважно в горах. Незначна кількість видів росте в посушливих місцях, наприклад у степах. Деякі види ведуть епіфітний спосіб життя на корі дерев або у воді. Основна ж маса видів зосереджена у вологих місцях північної півкулі, в районах з помірним і холодним кліматом. Помітна роль належить мохоподібним в утворенні рослинного покриву.

Життєвий цикл типового представника мохів

Попри пристосованість до вологих місцезростань, мають здатність переносити тривале пересихання.

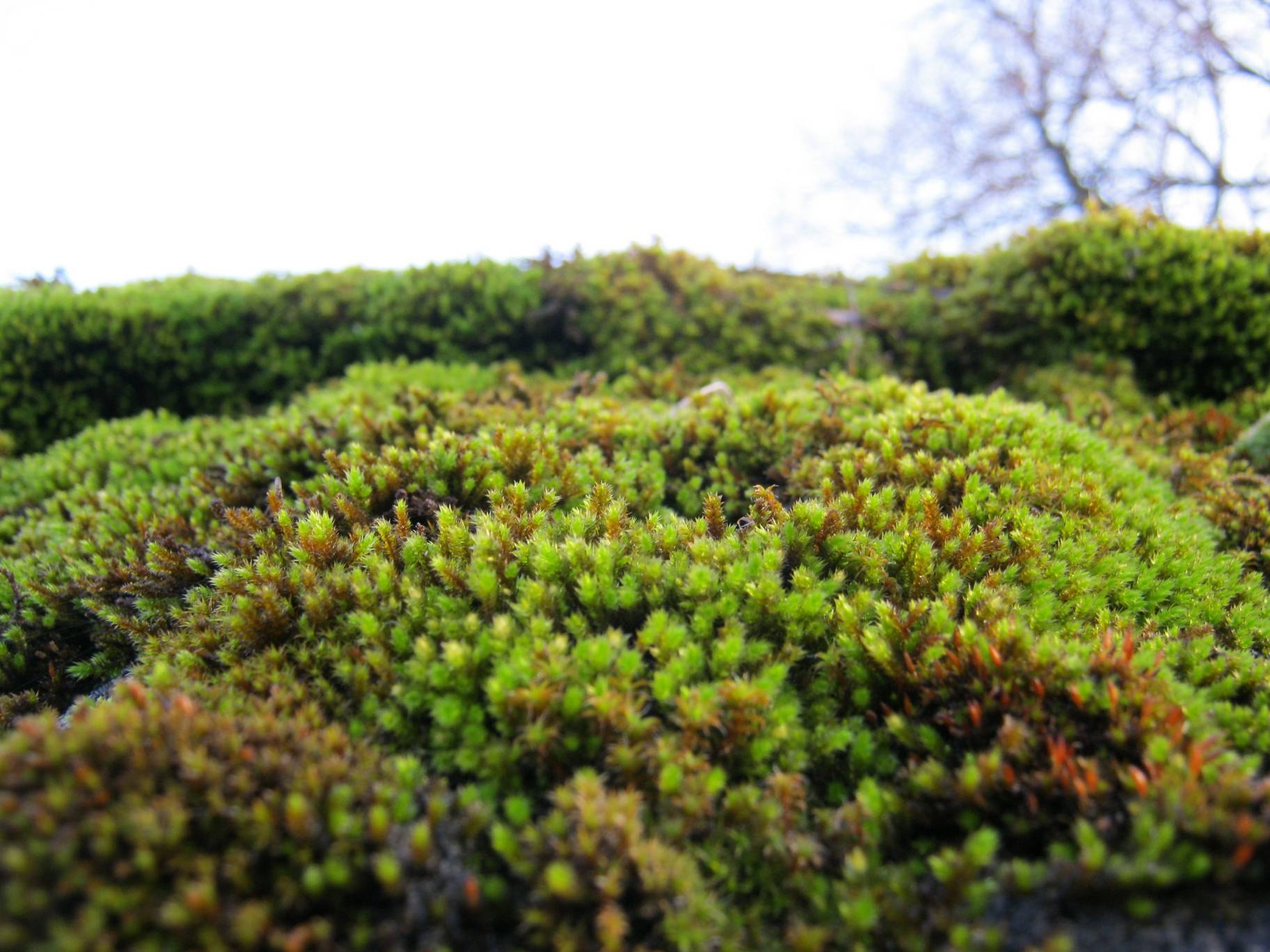
Мох на будинку

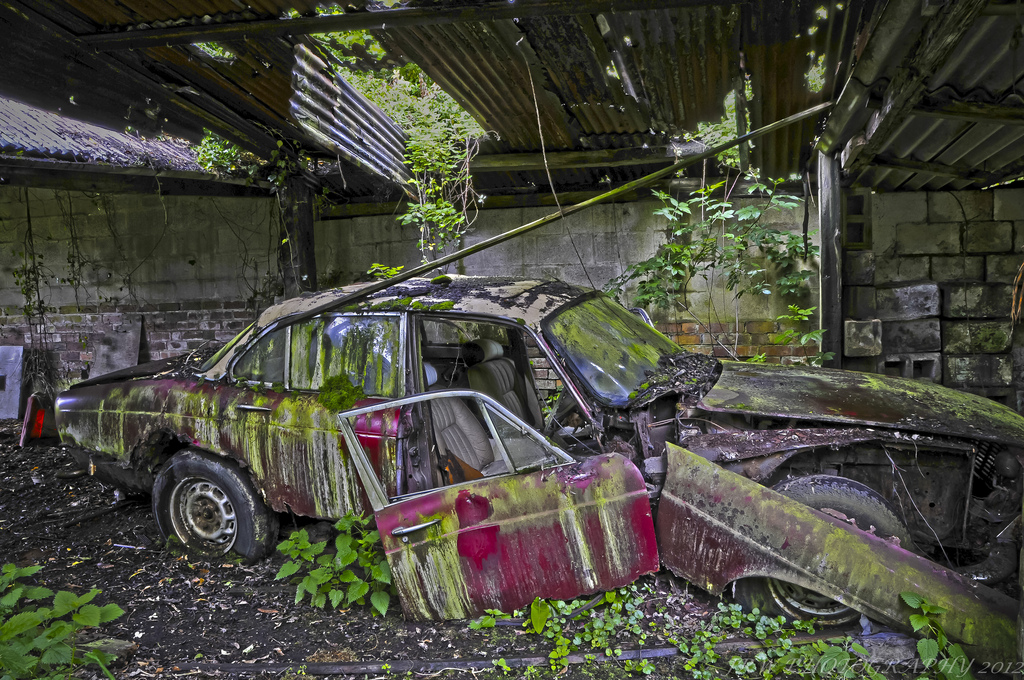
На цьому фото зображено руйнування авто мохами.

## Використання людиною
Людиною використовувались мохи здавна з лікарською метою. Наприклад, з моху роду сфагн (Sphagnum) робились антисептичні пов'язки, а деякі народи використовують мохи як пелюшки та для теплоізоляції помешкань.
Науковці використовують мохи, як індикатори чистоти повітря. Окрім цього, мохи використовуються з декоративною метою та для озеленення.

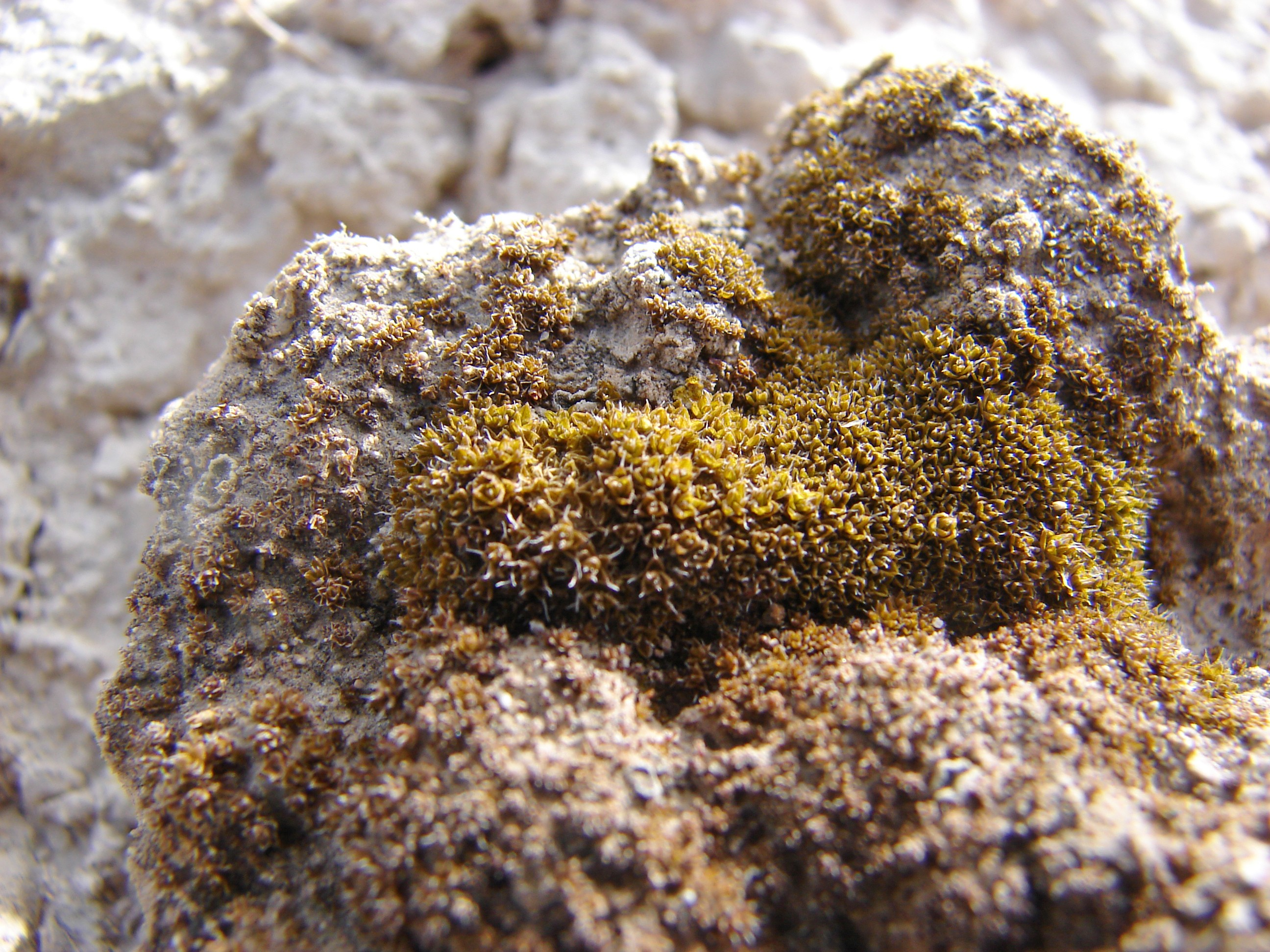
Аридниця сивожилкова

Аридниця сивожилкова вважається найперспективнішою рослиною-екстремофілом для тераформування і колонізації Марса та інших позаземних територій, задля утворення біомаси та кисню.